# Éric Rohmer
Eric Rohmer, właśc. Jean-Marie Maurice Schérer (ur. 20 marca 1920 w Tulle, zm. 11 stycznia 2010 w Paryżu) – francuski reżyser filmowy i teatralny, scenarzysta, pisarz, krytyk i teoretyk filmu.

## Życiorys

### Początki
Urodził się w Tulle, w centralnej Francji, w rodzinie alzackiego pochodzenia. Studiował literaturę francuską w Paryżu. Jego pasją w czasie studiów była XVIII-wieczna powieść psychologiczna. Pracę magisterską poświęcił Nowej Heloizie Jean-Jacques'a Rousseau. Po ukończeniu studiów uczył francuskiego w paryskich i podparyskich liceach.
W 1946 debiutował jako prozaik powieścią Elisabeth, wydaną pod pseudonimem Gilbert Cordier. Pisał również liczne opowiadania. W specjalistycznych czasopismach zaczął publikować artykuły na temat sztuki filmowej.
Przełom w jego życiu nastąpił podczas oglądania filmu Stromboli, ziemia bogów (1950) Roberta Rosselliniego. Poczuł wtedy, że jego powołaniem jest reżyseria filmowa. W tym samym roku nakręcił w warunkach amatorskich swój pierwszy film krótkometrażowy pt. Dziennik łotra.

### Rohmer jako krytyk
W latach 50. zajmował się głównie krytyką filmową. Początkowo publikował teksty pod swym prawdziwym nazwiskiem. Od 1955 zaczął już jednak konsekwentnie używać pseudonimu Éric Rohmer, którym od początku podpisywał swoje filmy. Znalazł się w zespole słynnego pisma „Cahiers du Cinéma” – był jego redaktorem naczelnym w latach 1957–1963. Czasopismo to odegrało kluczową rolę w kształtowaniu francuskiej nowej fali, a artykuły publikowali tam przyszli najwięksi reżyserzy tego nurtu: François Truffaut, Jean-Luc Godard, Jacques Rivette czy właśnie sam Rohmer.

### Rohmer jako reżyser
Swój pełnometrażowy debiut Pod znakiem lwa Rohmer nakręcił w 1959. Ponieważ film poniósł komercyjną klęskę, reżyser zmuszony był do realizowania kolejnych obrazów w warunkach niemalże amatorskich. Sukces komercyjny i artystyczny nadszedł pod koniec lat 60., kiedy to powstała Kolekcjonerka (1967) i Moja noc u Maud (1969). Ten ostatni tytuł przyniósł Rohmerowi nominacje do Oscara za najlepszy scenariusz oryginalny oraz film nieanglojęzyczny.
Charakterystyczną cechą kina Rohmera było to, że układał on swoje filmy w poszczególne cykle: Sześć opowieści moralnych, Komedie i przysłowia, Opowieści czterech pór roku.
Przez następne dziesięciolecia Rohmer stał się pupilkiem międzynarodowych festiwali, uznawanym za niekwestionowanego mistrza francuskiego kina. Wśród licznych nagród, które zdobył był m.in. Srebrny Niedźwiedź – Nagroda Specjalna Jury na 17. MFF w Berlinie za Kolekcjonerkę (1967), Grand Prix Jury na 29. MFF w Cannes za Markizę O (1976), Srebrny Niedźwiedź dla najlepszego reżysera na 33. MFF w Berlinie za Paulinę na plaży (1983) oraz Złoty Lew na 43. MFF w Wenecji za Zielony promień (1986).

## Filmografia
- 1950: Dziennik łotra (Journal d'un scélérat) – krótkometrażowy, niezachowany
- 1952: Les petites filles modèles – niedokończony i niezachowany
- 1954: Bérénice – krótkometrażowy
- 1956: Sonata Kreutzerowska (La sonate à Kreutzer) – krótkometrażowy
- 1958: Weronika i leń (Véronique et son cancre) – krótkometrażowy
- 1959: Pod znakiem lwa (Le Signe du Lion)
- 1960: Prezentacja albo Charlotte i jej stek (Présentation, ou Charlotte et son steak) – krótkometrażowy
- 1962: Piekareczka z Monceau (La boulangère de Monceau)
- 1963: Kariera Zuzanny (La carrière de Suzanne)
- 1963: Paysages urbains
- 1964: Nadja w Paryżu (Nadja à Paris) – krótkometrażowy
- 1964: Les cabinets de physique au XVIIIème siècle
- 1964: Les métamorphoses du paysage
- 1964: Les salons de Diderot
- 1964: Perceval ou Le conte du Graal
- 1965: Paris vu par... – epizod Place de l'étoile
- 1965: Carl Dreyer
- 1965: Don Quichotte de Cervantes
- 1965: Entretien sur Pascal
- 1965: Les caractères de La Bruyère
- 1965: Les histoires extraordinaires d'Edgar Poe
- 1966: Victor Hugo: Les contemplations
- 1966: Le Celluloїd et le marbre
- 1966: Une étudiante aujourd'hui – krótkometrażowy
- 1967: Kolekcjonerka (La collectionneuse)
- 1968: Fermière à Montfaucon – krótkometrażowy
- 1968: Louis Lumière
- 1968: Entretien avec Mallarmé
- 1969: Moja noc u Maud (Ma nuit chez Maud)
- 1969: Victor Hugo architecte
- 1969: La béton dans la ville
- 1970: Kolano Klary (Le genou de Claire)
- 1972: Miłość po południu (L'amour l'après-midi)
- 1976: Markiza O (La Marquise d'O...)
- 1979: Perceval z Walii[1] (Perceval le Gallois)
- 1980: Catherine de Heilbronn
- 1981: Żona lotnika (La femme de l'aviateur)
- 1982: Piękne małżeństwo (Le beau mariage)
- 1983: Paulina na plaży (Pauline à la plage)
- 1983: Loup, y es-tu?
- 1984: Noce pełni księżyca (Les nuits de la pleine lune)
- 1986: Zielony promień (Le rayon vert)
- 1986: Bois ton café, il va être froid
- 1987: Przyjaciel mojej przyjaciółki (L'ami de mon amie)
- 1987: Cztery przygody Reinette i Mirabelle (Quatre aventures de Reinette et Mirabelle)
- 1989: Les jeux de société
- 1990: Opowieść wiosenna (Conte de printemps)
- 1992: Opowieść zimowa (Conte d'hiver)
- 1993: Drzewo, mer i mediateka (L'arbre, le maire et la médiathèque)
- 1995: Paryskie rendez-vous (Les rendez-vous de Paris)
- 1996: Opowieść letnia (Conte d'été)
- 1998: Jesienna opowieść (Conte d'automne)
- 1999: La cambrure
- 2001: Angielka i książę (L'anglaise et le duc)
- 2004: Potrójny agent (Triple agent)
- 2007: Miłość Astrei i Celadona (Les amours d'Astrée et de Céladon)

## Nagrody i nominacje
| Rok  | Festiwal, nagroda                                      | Kategoria                                              | Za                            | Wynik     |
| ---- | ------------------------------------------------------ | ------------------------------------------------------ | ----------------------------- | --------- |
| 1971 | Nagroda Akademii Filmowej                              | Oscar za najlepszy scenariusz oryginalny               | Moja noc u Maud               | Nominacja |
| 1976 | Festiwal Filmowy w Cannes                              | Grand Prix                                             | Markiza O                     | Wygrana   |
| 1976 | Festiwal Filmowy w Cannes                              | Złota Palma                                            | Markiza O                     | Nominacja |
| 1969 | Festiwal Filmowy w Cannes                              | Złota Palma                                            | Moja noc u Maud               | Nominacja |
| 2007 | Międzynarodowy Festiwal Filmowy w Wenecji              | Złoty Lew                                              | Miłość Astrei i Celadona      | Nominacja |
| 2001 | Międzynarodowy Festiwal Filmowy w Wenecji              | Honorowy Złoty Lew                                     |                               | Wygrana   |
| 1998 | Międzynarodowy Festiwal Filmowy w Wenecji              | Nagroda im. Sergio Trasattiego – Wyróżnienie specjalne | Jesienna opowieść             | Wygrana   |
| 1998 | Międzynarodowy Festiwal Filmowy w Wenecji              | Złota Osella                                           | Jesienna opowieść             | Wygrana   |
| 1998 | Międzynarodowy Festiwal Filmowy w Wenecji              | Złoty Lew                                              | Jesienna opowieść             | Nominacja |
| 1986 | Międzynarodowy Festiwal Filmowy w Wenecji              | Nagroda FIPRESCI                                       | Zielony promień               | Wygrana   |
| 1986 | Międzynarodowy Festiwal Filmowy w Wenecji              | Złoty Lew                                              | Zielony promień               | Wygrana   |
| 1984 | Międzynarodowy Festiwal Filmowy w Wenecji              | Złoty Lew                                              | Noce pełni księżyca           | Nominacja |
| 1982 | Międzynarodowy Festiwal Filmowy w Wenecji              | Złoty Lew                                              | Piękne małżeństwo             | Nominacja |
| 2004 | Międzynarodowy Festiwal Filmowy w Berlinie             | Złoty Niedźwiedź                                       | Potrójny agent                | Nominacja |
| 1992 | Międzynarodowy Festiwal Filmowy w Berlinie             | Nagroda FIPRESCI                                       | Opowieść zimowa               | Wygrana   |
| 1992 | Międzynarodowy Festiwal Filmowy w Berlinie             | Złoty Niedźwiedź                                       | Opowieść zimowa               | Nominacja |
| 1983 | Międzynarodowy Festiwal Filmowy w Berlinie             | Nagroda FIPRESCI                                       | Paulina na plaży              | Wygrana   |
| 1983 | Międzynarodowy Festiwal Filmowy w Berlinie             | Nagroda Katolickiego Biura Filmowego (OCIC)            | Paulina na plaży              | Wygrana   |
| 1983 | Międzynarodowy Festiwal Filmowy w Berlinie             | Najlepszy reżyser                                      | Paulina na plaży              | Wygrana   |
| 1983 | Międzynarodowy Festiwal Filmowy w Berlinie             | Złoty Niedźwiedź                                       | Paulina na plaży              | Nominacja |
| 1967 | Międzynarodowy Festiwal Filmowy w Berlinie             | Nagroda Młodych                                        | Kolekcjonerka                 | Wygrana   |
| 1967 | Międzynarodowy Festiwal Filmowy w Berlinie             | Nadzwyczajna nagroda jury                              | Kolekcjonerka                 | Wygrana   |
| 1967 | Międzynarodowy Festiwal Filmowy w Berlinie             | Złoty Niedźwiedź                                       | Kolekcjonerka                 | Nominacja |
| 2001 | Europejska Nagroda Filmowa                             | Najlepszy reżyser                                      | Angielka i książę             | Nominacja |
| 1995 | Europejska Nagroda Filmowa                             | Najlepszy film                                         | Paryskie rendez-vous          | Nominacja |
| 1988 | César                                                  | Najlepszy scenariusz                                   | Przyjaciel mojej przyjaciółki | Nominacja |
| 1985 | César                                                  | Najlepszy film                                         | Noce pełni księżyca           | Nominacja |
| 1985 | César                                                  | Najlepszy reżyser                                      | Noce pełni księżyca           | Nominacja |
| 1985 | César                                                  | Najlepszy scenariusz oryginalny                        | Noce pełni księżyca           | Nominacja |
| 1983 | César                                                  | Najlepszy scenariusz oryginalny                        | Piękne małżeństwo             | Nominacja |
| 1971 | Międzynarodowy Festiwal Filmowy w San Sebastián        | Złota Muszla                                           | Kolano Klary                  | Wygrana   |
| 1970 | Nagroda Stowarzyszenia Nowojorskich Krytyków Filmowych | Najlepszy scenariusz                                   | Moja noc u Maud               | Wygrana   |